# Wysoki Kościół
Wysoki Kościół (niem. Hochkirch) – wieś w Polsce położona w województwie dolnośląskim, w powiecie trzebnickim, w gminie Wisznia Mała.

## Podział administracyjny

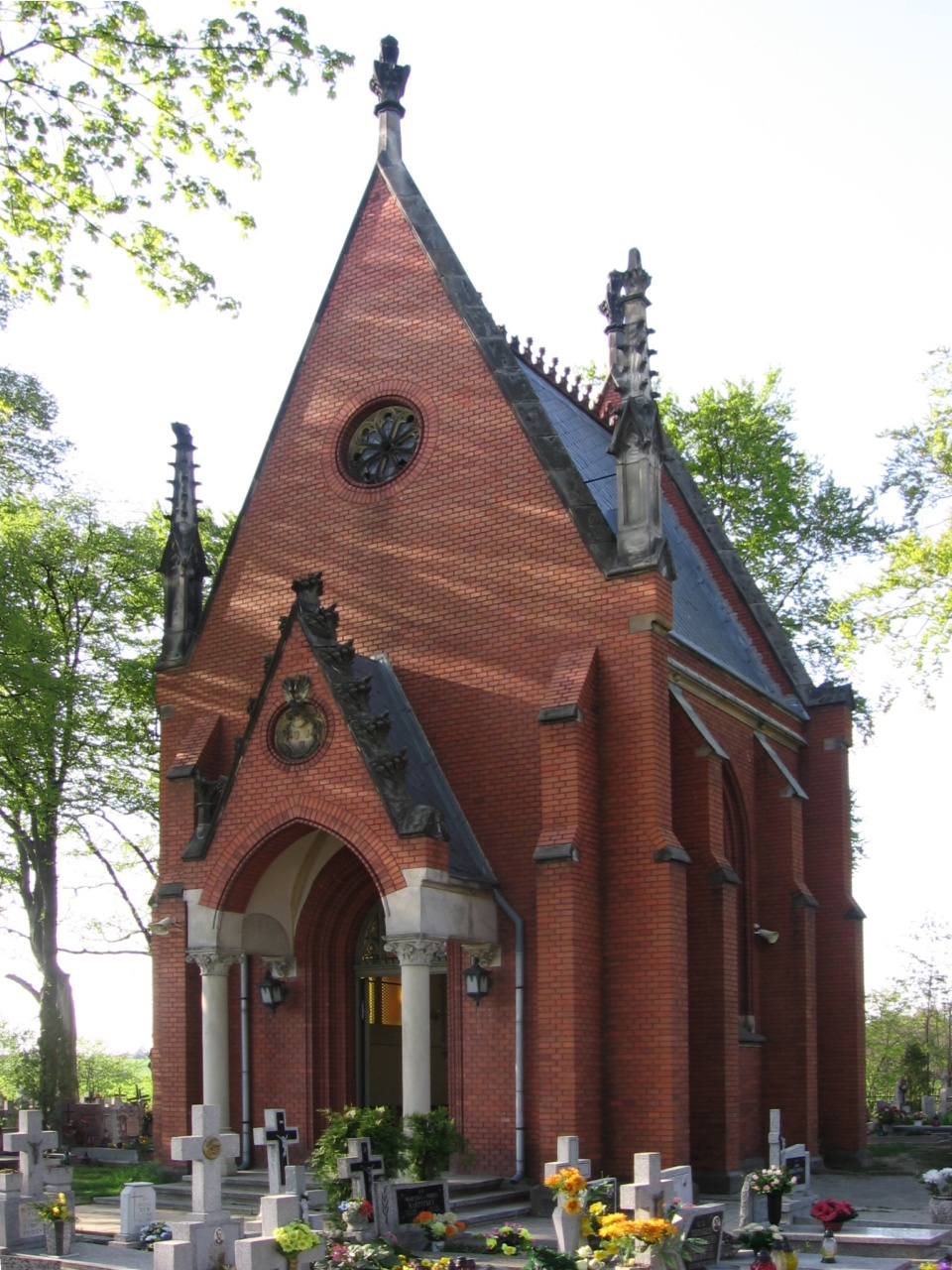
Kaplica cmentarna

W latach 1975–1998 miejscowość administracyjnie należała do województwa wrocławskiego.

## Demografia
Według Narodowego Spisu Powszechnego (2021 r.) liczył 193 mieszkańców.

## Historia
Wieś wzmiankowana w 1296 r.; nazwę swą wywodzi od świątyni zbudowanej na wysokim wzgórzu. Po tym drewnianym kościele nie zachowały się dziś żadne ślady. Od roku 1540, kiedy książęta oleśniccy przyjęli luteranizm, znajdował się tu zbór protestancki. W roku 1698 została tu zbudowana wieża z muru pruskiego, 16 lat później postawiono przy niej nowy kościół. Pod koniec XVIII wieku wieżę odnowiono, zaopatrując ją w cebulowaty hełm i fundując (w roku 1794) nowy dzwon.
Wiosną 1945 r., podczas oblężenia Festung Breslau, w Wysokim Kościele i na sąsiednich wzgórzach zwanych Kocimi Górami Armia Czerwona ustawiła stanowiska dalekosiężnej artylerii, z których ostrzeliwany był Wrocław.

## Zabytki
Do wojewódzkiego rejestru zabytków wpisany jest:
- zespół kościoła pw. Niepokalanego Serca Najświętszej Marii Panny:
  - kościół, z połowy XIX w.; w roku 1828 postawiono nowy kościół z cegły. Jest to orientowana jednonawowa budowla na planie prostokąta, bez wydzielonego prezbiterium, z kwadratową zakrystią i z wybudowaną w 1890 r. po zachodniej stronie wieżą. Po II wojnie światowej kościół przeszedł w ręce katolików i obecnie kościół rzymskokatolicki należy do parafii Niepokalanego Serca Najświętszej Marii Panny w dekanacie Trzebnica.
  - kaplica grobowa, obok kościoła, z 1800 r.
  - ogrodzenie cmentarza kościelnego, mur ażurowy, z drugiej połowy XIX w.
  - kaplica na cmentarzu grzebalnym, z 1869 r.
  - ogrodzenie cmentarza grzebalnego, z kutego żelaza, z drugiej połowy XIX w.